# مانفرد ریدل
مانفرد ریدل  ( ۱۰ مه ۱۹۳۶ - ۱۱ مه ۲۰۰۹) در اتزلدشاین، ناحیه زیتز، استان زاکسن -  در ارلانگن) فیلسوف آلمانی بود. 